# Домашнее насилие в однополых отношениях

Фиолетовая лента используется для поддержки кампании против домашнего насилия

Дома́шнее наси́лие в однопо́лых отноше́ниях — тип насилия или надругательств, которые происходят в рамках однополых отношений.
Домашнее насилие — проблема, которая затрагивает людей любой сексуальной ориентации, но есть проблемы, которые конкретно затрагивают жертв однополого насилия в семье. Эти проблемы включают гомофобию, в том числе интернализованную гомофобию, стигматизацию в связи с ВИЧ и СПИДом, риск ЗППП, другие проблемы со здоровьем, а также отсутствие юридической поддержки и тот факт, что насилие, с которым они сталкиваются, считается менее серьезным, чем домашнее насилие в гетеросексуальной семье. Кроме того, проблема бытового насилия в однополых отношениях изучена не так всесторонне, как бытовое насилие в гетеросексуальных отношениях. Однако в законодательство вносятся изменения, направленные на оказание помощи жертвам домашнего насилия в однополых отношениях, а также появляются специальные организации, которые помогают жертвам домашнего насилия в однополых отношениях.

## Распространённость бытового насилия в однополых отношениях

### Общие сведения
В Энциклопедии виктимологии и предупреждения преступности говорится: 
По ряду методологических причин — среди прочего, неслучайным процедурам выборки и факторам самоотбора — невозможно оценить масштабы насилия в однополых в семьях. Исследования жестокого обращения между партнерами геями или лесбиянками обычно опираются на небольшие выборки для удобства, такие как лесбиянки или гомосексуальные мужчины — члены ассоциации.Encyclopedia of Victimology and Crime Prevention, 2010
В статье из Journal of Family Violence среди трудностей с которыми сталкиваются исследователи при оценке истинного уровня распространенности насилия со стороны однополых интимных партнеров также упоминаются заниженная отчетность, трудность проведения различий между преступниками и жертвами, отсутствие четкого определения насилия со стороны партнера, а также трудности со сбором репрезентативных выборок геев и лесбиянок для подобных исследований.

### Распространенность среди партнеров геев
Некоторые источники утверждают, что гомосексуальные мужчины и лесбийские пары сталкиваются с насилием в семье гораздо чаще, чем гетеросексуальные пары, в то время как другие источники утверждают, что насилие в семье среди геев, лесбиянок и бисексуалов может быть выше, чем среди гетеросексуальных людей; геи, лесбиянки и бисексуалы реже сообщают о бытовом насилии, имевшем место в их интимных отношениях, чем гетеросексуальные пары или, что лесбийские пары чаще сталкиваются с насилием в семье, чем гетеросексуальные пары. Вместе с тем, некоторые исследователи обычно полагают, что лесбийские пары сталкиваются с домашним насилием с той же частотой, что и гетеросексуальные пары, и были более осторожны, сообщая о домашнем насилии среди пар мужчин-геев. Согласно отчету Национальной коалиции программ по борьбе с насилием (NCAVP) за 2012 год о насилии со стороны лесбиянок, геев, бисексуалов, трансгендеров и ВИЧ-инфицированных со стороны интимных партнеров, мужчинам-геям чаще требовалась медицинская помощь и они получали травмы в результате насилия со стороны интимного партнера. Мужчины-геи в 1,7 раза чаще нуждались в медицинской помощи и в 16 раз чаще получали травмы по сравнению с лицами, которые не идентифицировали себя как геи. Обзор исследовательской литературы, проведенный в 2014 году, показал, что показатели бытового насилия среди однополых пар аналогичны или выше, чем у гетеросексуальных пар.
В исследовании Центра по контролю и профилактике заболеваний (CDC) за 2010 год, посвященном бытовому насилию в США, 26 % мужчин-геев и 37,3 % бисексуальных мужчин заявили, что они подвергались физическому насилию, преследованиям или изнасилованиям со стороны своих партнеров, из которых 90,7 % и 78,5 % (соответственно) были мужчинами. В том же исследовании указывалось, что 29 % гетеросексуальных мужчин сообщили о подобном насилии (при этом 99,5 % преступников были женщинами). Исследования касающиеся насилия со стороны интимного партнера (IPV) среди однополых мужских пар, выявили связь между ориентации привязанности, ВИЧ-статусу и публичности, а также интернализованной гомофобии и насилием со стороны интимного партнера у мужчин-геев.

### Распространенность среди партнерш лесбиянок
Исследование Центра по контролю и профилактике заболеваний за 2010 год также выявили, что 43,8% женщин-лесбиянок сообщили, что подвергались физическому насилию, преследованию или изнасилованию со стороны своих партнеров. В исследовании отмечается, что из этих 43,8 % две трети (67,4 %) сообщили исключительно о женщинах-преступниках. Другая треть сообщила, что по крайней мере один преступник был мужчиной, однако в исследовании не проводилось различия между жертвами, которые подверглись насилию только со стороны мужчин-преступников, и теми, кто сообщил как о мужчинах, так и о женщинах-преступниках.
Аналогичным образом, 61,1 % бисексуальных женщин сообщили о физическом насилии, преследовании или изнасиловании со стороны своих партнеров в том же исследовании, при этом 89,5 % сообщили, что по крайней мере один преступник был мужчиной. При этом 35 % гетеросексуальных женщин сообщили, что были жертвами насилия со стороны интимного партнера, причем 98,7 % из них сообщили исключительно о мужчинах-насильниках.

### Распространенность среди бисексуалов
Хотя бисексуальные люди могут состоять в отношениях с людьми любого пола, они часто становятся жертвами домашнего насилия. Центра по контролю и профилактике заболеваний сообщил, что 61 % бисексуальных женщин заявили, что они подвергались физическому насилию, преследованию или изнасилованию со стороны своих партнеров. Что касается мужчин, участвовавших в том же исследовании, 37 % сообщили, что подвергались подобному насилию.
Как среди мужчин, так и среди женщин процент бисексуалов, подвергшихся насилию в семье, выше, чем среди геев или лесбиянок. Высокий уровень бытового насилия, с которым сталкиваются бисексуалы, может быть отчасти обусловлен специфическими проблемами, с которыми сталкиваются бисексуалы при получении помощи, поскольку бисексуальность часто неправильно понимают даже те, кто профессионально оказывает помощь в борьбе с бытовым насилием.

### Распространенность среди трансгендеров
Трансгендерные люди могут состоять в отношениях с людьми любого пола, но они сталкиваются с высоким уровнем насилия в семье. Сравнительно мало исследований было проведено по вопросам бытового насилия в отношении трансгендерных лиц, особенно в контексте романтических отношений. В исследовании, проведенном в Соединенных Штатах в 2009 году, от 56 % до 66 % трансгендерных людей сообщили, что подвергались насилию в своих домах, хотя и не обязательно со стороны романтического партнера.
В 2020 году в Американском журнале общественного здравоохранения был опубликован систематический обзор 85 журнальных статей с целью определения распространенности и коррелятов насилия со стороны трансгендерного интимного партнера. В среднем 37,5 % трансгендерных людей сообщили, что подвергались физическому насилию, а 25 % сообщили, что подвергались сексуальному насилию со стороны нынешнего или бывшего партнера. По сравнению с цисгендерными людьми, трансгендерные индивиды с большей вероятностью подвергались всем формам насилия со стороны интимного партнера, включая физическое, сексуальное и психологическое насилие, угрозы, преследование, изоляцию и контролирующее поведение.

## Причины и факторы

### Юридические аспекты
Стороны однополых отношений, которые сталкиваются с насилием в семье, часто испытывают проблемы с доступом к средствам правовой защиты, поскольку законы о насилии в семье часто составлены таким образом, чтобы охватывать только разнополые партнерства. Некоторые беспокоятся о том, что если они будут вовлечены в правовую систему, то ними будут плохо обращаться или уволят из-за их сексуальной ориентации. Хотя часто насильник все еще может быть арестован или предан суду за нападение или аналогичные преступления, отказ от классификации преступления как бытового может изменить то, как оно будет рассматриваться в суде, и изменить отношение к жертве. Кроме того, исследования показали, что сотрудники правоохранительных органов не относятся к бытовому насилию в однополых отношениях так серьезно, как к бытовому насилию в гетеросексуальных отношениях.
Жертвы домашнего насилия в однополых отношениях действительно имеют юридические права, предоставляемые им в некоторых штатах США, независимо от того, состоят они в браке со своим партнером или нет, хотя требования и меры защиты варьируются в зависимости от штата. Некоторые из этих прав включают в себя выдачу приказа о гражданской защите или запретительного судебного приказа обидчику, чтобы он не преследовал жертву.
Некоторые города и штаты в США работают над улучшением правовой ситуации для ЛГБТ-жертв домашнего насилия посредством изменения политики и обучения полиции. В Вашингтоне, округ Колумбия, создано ЛГБТ-подразделение в составе городского полицейского управления для борьбы с гомофобным насилием и борьбы с насилием в отношении трансгендерных людей при помощи профессиональных полицейских, которые также являются членами ЛГБТ-сообщества.

### ВИЧ и СПИД
ВИЧ и СПИД могут создать дополнительные проблемы для тех, кто находится в насильственных отношениях, в финансовом, эмоциональном плане и с точки зрения здоровья, независимо от того, является ли преступник или жертва, живущая с ВИЧ или СПИДом. Это особенно касается тех, кто состоит в однополых отношениях, потому что мужчины, которые занимаются сексом с мужчинами, независимо от того, как они себя идентифицируют, значительно чаще болеют ВИЧ или СПИДом, чем другие.
Те, кто живет с ВИЧ, часто находятся в финансовой зависимости от своих партнеров, что затрудняет разрыв отношений, связанных с насилием. Если жертва больна ВИЧ или СПИДом, насильник может взять под контроль их финансы, чтобы иметь еще больший контроль над их жизнью. Эта проблема усугубляется тем фактом, что люди, живущие с ВИЧ или СПИДом, часто могут стать слишком больными, чтобы работать и содержать себя самостоятельно, и что даже когда они в состоянии работать, они часто сталкиваются с дискриминацией на рабочем месте или в процессе найма, хотя с юридической точки зрения это незаконно в соответствии с Законом об американцах с ограниченными возможностями.
Насильники могут использовать эмоциональную тактику для установления контроля над своими партнерами, будь то они сами или жертва, больная ВИЧ или СПИДом. Некоторые партнеры, подвергающиеся насилию, могут угрожать раскрыть положительный ВИЧ-статус своего партнера другим в качестве формы контроля, поскольку существует стигматизация, связанная с ВИЧ и СПИДом, которая может повлиять на жизнь жертвы. При этом, если у насильника ВИЧ или СПИД, жертва может опасаться, что расставание с больным человеком выставит его поверхностным, безразличным или дискриминирующим, или насильник может намекнуть, что, если их партнер прекратит отношения, в результате ему станет хуже. С другой стороны, если у жертвы ВИЧ или СПИД, насильник может намекать на то, что жертва не сможет найти другого партнера из-за своего положительного ВИЧ-статуса или что они умрут в одиночестве. Насильник может также утверждать, что это вина жертвы в том, что у насильника ВИЧ или СПИД, по сути, эмоционально шантажируя их, чтобы они продолжали отношения.
Существует множество связанных со здоровьем способов, которыми ВИЧ или СПИД могут повлиять на бытовое насилие в однополых отношениях. Некоторые лица, совершающие насилие в семье, целенаправленно пытаются передать ЗППП своему партнеру или передать ЗППП своего партнера самим себе в качестве тактики контроля над своим партнером. Кроме того, многие люди, состоящие в однополых отношениях и подвергшиеся насилию в семье, подверглись насилию именно потому, что попросили своих партнеров использовать презервативы или другие профилактические средства, которые, как известно, ограничивают распространение ВИЧ. В сочетании с этим лица, злоупотребляющие наркотиками, могут подделывать лекарства для предэкспозиционной профилактики своего партнера, которые предотвращают распространение ВИЧ, или могут использовать социальную стигматизацию, связанную с использованием предэкспозиционной профилактики, чтобы убедить своего партнера не использовать её. Насильник может также подделать лекарства от ВИЧ своего партнера или свои собственные лекарства от ВИЧ или помешать своему партнеру получать медицинскую помощь другими способами. Кроме того, люди с ВИЧ или СПИДом могут в большей степени пострадать от физического насилия, чем те, кто здоров, поскольку их иммунная система слаба и от физических травм будет труднее оправиться. Те, кто живет с ВИЧ или СПИДом, также могут в большей степени пострадать от эмоциональной травмы по той же причине.

### Гомофобия
Гомофобия играет определенную роль в возникновении домашнего насилия в однополых отношениях, а также является системной проблемой, объясняющей, почему жертвы однополого домашнего насилия не имеют доступа к защитным механизмам.
Одной из ключевых проблем в данном контексте является страх быть «разоблаченным», поскольку насильники могут использовать этот страх жертвы, чтобы контролировать своих партнеров, или насильник может использовать тот факт, что они намеренно не совершают каминг-аут, чтобы ограничить общение своего партнера с другими ЛГБТ-людьми, которые признали бы, что их отношения нездоровы. Статья из журнала «Violence and Victims» предполагает, что сам факт совершения или не совершения одной из сторон однополых отношений каминг-аута, может использоваться как манипулятивный аспект в их взаимоотношениях и в конечном итоге ведет к неравенству партнеров в этом контексте. Эта угроза раскрытия информации может стать еще одним препятствием, с которым сталкиваются жертвы насилия со стороны интимного партнера, чтобы прекратить абьюзивные отношения, сообщить о жестоком обращении и обратиться за средствами правовой защиты или поддержкой.
Другой проблемой в контексте гомофобии и её взаимосвязи с домашнем насилии в однополых отношениях, является то, что люди, состоящие в однополых отношениях, могут чувствовать, что они обязаны представлять ЛГБТ-сообщество позитивным образом, и что, если их отношения абьюзивны, это может служить доказательством того, что гомосексуальность изначально неправильна, аморальна или иным образом ущербна. Кроме того, насильник может представить насилие как оправданное из-за сексуальной ориентации жертвы или подразумевать, что никто не поможет жертве из-за её сексуальной ориентации.
На системном уровне многие средства защиты, предлагаемые жертвам домашнего насилия, не предлагаются жертвам домашнего насилия в однополых отношениях. Этот отказ помочь жертвам однополого насилия в семье происходит как со стороны частных центров помощи жертвам насилия в семье, так и со стороны правоохранительных органов, которые могут относиться к однополому насилию в семье не так серьезно, как к насилию в семье в гетеросексуальных отношениях.
Что же касается интернализованной гомофобии, то жертвы могут чувствовать, что они этого заслуживают, или, если они являются более “мужественным” партнером в отношениях, то их автоматически могут обвинить в насилии. Интернализованная гомофобия также может привести к тому, что люди будут иметь низкую самооценку и испытывать стыд по поводу своей сексуальной ориентации. Исследование, опубликованное в журнале «Violence and Victims», показало, что более высокий уровень интернализованной гомофобии у мужчин-геев напрямую связан с повышенной вероятностью совершения ими физической агрессии.

### Гендерные стереотипы
Исторически сложилось так, что насилие в семье рассматривалось многими феминистками как «проявление патриархальной власти». Это определение рассматривало насилие в семье как явление, разыгрываемое мужчинами по отношению к женщинам, поэтому не учитывало жертв домашнего насилия мужского пола и жертв домашнего насилия в однополых отношениях. Некоторые насильники даже извлекают выгоду из идеи о том, что домашнее насилие не может иметь места в однополых отношениях, чтобы убедить своего партнера в том, что проявляемое ими насилие является нормальным или вообще не носит насильственного характера.
Одна из идей, которая сохраняется и наносит вред лесбиянкам, заключается в том, что сексуальное насилие менее серьезно или агрессивно, когда совершается женщинами. Однако сексуальное насилие может быть травмирующим для жертв независимо от пола преступника. Аналогичным образом, женщины, преследующие других женщин или мужчин, кажутся менее угрожающими, чем те же действия, совершаемые мужчинами, поэтому жертвы преследования лесбиянок могут игнорироваться правоохранительными органами и другими лицами. Часть этой проблемы, которая конкретно затрагивает лесбиянок, заключается в том, что предполагается, что у лесбиянок идеальные отношения именно потому, что в этой ситуации нет мужчины. Эта идея «лесбийской утопии» затрудняет для лесбиянок сообщение о насилии в семье, потому что часто люди не верят, что это может быть правдой.
Мужчины-геи могут чувствовать, что побои представляют угрозу их мужественности, и поэтому не решаются сообщать о насилии в семье. Некоторые насильники могут рассматривать насилие просто как «выражение мужественности», что якобы нормализует проявляемое ими физическое насилие.

### Проблемы со сбором данных и обобщении информации
Существует несколько проблем со сбором данных о бытовом насилии в однополых отношениях, включая отсутствие отчетности, предвзятую выборку и отсутствие интереса к изучению однополого насилия в семье. Например, если пробы берутся в центре, который обслуживает ЛГБТ-людей, результаты могут быть искусственно высокими, поскольку те, кто пользуется этими услугами, также могут нуждаться в помощи, или искусственно низкими, поскольку насильники часто ограничивают общение своего партнера с другими, особенно с теми, кто может признайте их отношения оскорбительными.